# Giro del Belgio 1909
Il Giro del Belgio 1909, seconda edizione della corsa, si svolse in sei tappe per un totale di 1 236 km e fu vinto dal francese Paul Duboc.

## Tappe
| Tappa  | Data   | Percorso             | km    | Vincitore di tappa   | Leader cl. generale |
| ------ | ------ | -------------------- | ----- | -------------------- | ------------------- |
| 1      |        | Bruxelles > Anversa  | 193   | René Vandenberghe    |                     |
| 2      |        | Anversa > Ypres      | 203   | Paul Duboc           |                     |
| 3      |        | Ypres > Charleroi    | 218   | Gustave Garrigou     |                     |
| 4      |        | Charleroi > Namur    | 172   | Cyrille Van Hauwaert |                     |
| 5      |        | Namur > Verviers     | 220   | Jean Alavoine        |                     |
| 6      |        | Verviers > Bruxelles | 230   | Jean Alavoine        | Paul Duboc          |
| Totale | Totale | Totale               | 1 236 |                      |                     |

## Classifiche finali

### Classifica generale
| Pos. | Corridore            | Squadra       | Tempo     |
| ---- | -------------------- | ------------- | --------- |
| 1    | Paul Duboc           | Alcyon-Dunlop | 43h22'21" |
| 2    | Jean Alavoine        | Alcyon-Dunlop | a 1'37"   |
| 3    | Cyrille Van Hauwaert | Alcyon-Dunlop | a 19'39"  |
| 4    | Alfons Spiessens     | Alcyon-Dunlop | ?         |
| 5    | Adrien Kranskens     | Royal-Aigle   | ?         |
| 6    | Albert Dupont        | Individuale   | ?         |
| 7    | Henri Devroye        | Bovy          | ?         |
| 8    | Henri Hanlet         | Royal Sarolea | ?         |
| 9    | Henri Cornet         | Nil-Supra     | ?         |
| 10   | Ernest Paul          | Alcyon-Dunlop | ?         |